# 세가와 가즈키
세가와 가즈키(일본어: 瀬川 和樹, 1990년 4월 25일 ~ )는 일본의 축구 선수이다.

## 구단 경력
그는 2013년부터 2020년까지 J리그의 더스파구사쓰 군마, 몬테디오 야마가타, 레노파 야마구치 FC, 도치기 SC에서 활동하였다.